# Flirt à Hawaï
Flirt à Hawaï (Flirting with Forty) est un téléfilm de Noël américain réalisé par Mikael Salomon, diffusé le 6 décembre 2008 sur Lifetime.

## Synopsis
Jackie est une femme divorcée, décoratrice d'intérieur vivant à Denver. Elle a deux enfants et, pendant les fêtes de Noël, sa meilleure amie Kristine lui offre un voyage à Hawaï. Un voyage sans enfants qui va lui permettre de rencontrer un beau moniteur de surf, Kyle. Mais, une fois le retour venu, il est difficile de maintenir une relation amoureuse à distance malgré plusieurs allers et retours.

## Fiche technique
- Titre original : Flirting with Forty
- Réalisation : Mikael Salomon
- Scénario : Julia Dahl, basé sur un roman de Jane Porter (en)
- Photographie : Jon Joffin
- Musique : Jeff Beal
- Pays : États-Unis
- Durée : 87 minutes
- Doublage : Dubbing Brothers

## Distribution
- Heather Locklear (VF : Dominique Dumont) : Jackie Laurens[2]
- Robert Buckley (VF : Axel Kiener) : Kyle Hamilton, nouveau petit-ami hawaïen de Jackie.
- Vanessa A. Williams (VF : Malvina Germain) : Kristine, meilleure amie de Jackie.
- Cameron Bancroft (VF : Arnaud Arbessier) : Daniel Laurens, ex-mari de Jackie.
- Sam Duke (VF : Titouan Guillemot) : Will Laurens, fils de Jackie et Daniel.
- Jamie Bloch (VF : Victoria Sébastian) : Jessica Laurens, fille de Jackie et Daniel.
- Christy Greene (VF : Anne Tilloy) : Melinda, petite-amie de Daniel.
- Anne Hawthorne (VF : Josiane Pinson) : Clare, la cliente "casse-pieds" de Jackie.
- Chelah Horsdal (VF : Sybille Tureau) : Annie, amie de Jackie.
- Stefanie von Pfetten (VF : Marina Moncade) : Nicole, amie de Jackie.
- Ted Whittall (en) (VF : Tony Joudrier) : Dr Sonnet
- James Bright (VF : Charles Germain) : Tommy
- Thomas Meharey (VF : Sam Salhi) : Andrew

 Source et légende : version française (VF) sur RS Doublage et carton du doublage français.

## Accueil
Le téléfilm a été vu par environ 4 millions de téléspectateurs lors de sa première diffusion.